# Gran Premio motociclistico del Giappone 1997
Il Gran Premio motociclistico del Giappone 1997 fu la seconda gara del motomondiale 1997.
Si svolse il 20 aprile 1997 sul circuito di Suzuka e vide la vittoria di Mick Doohan su Honda nella classe 500, di Daijirō Katō nella classe 250 e di Noboru Ueda nella classe 125.

## Classe 500

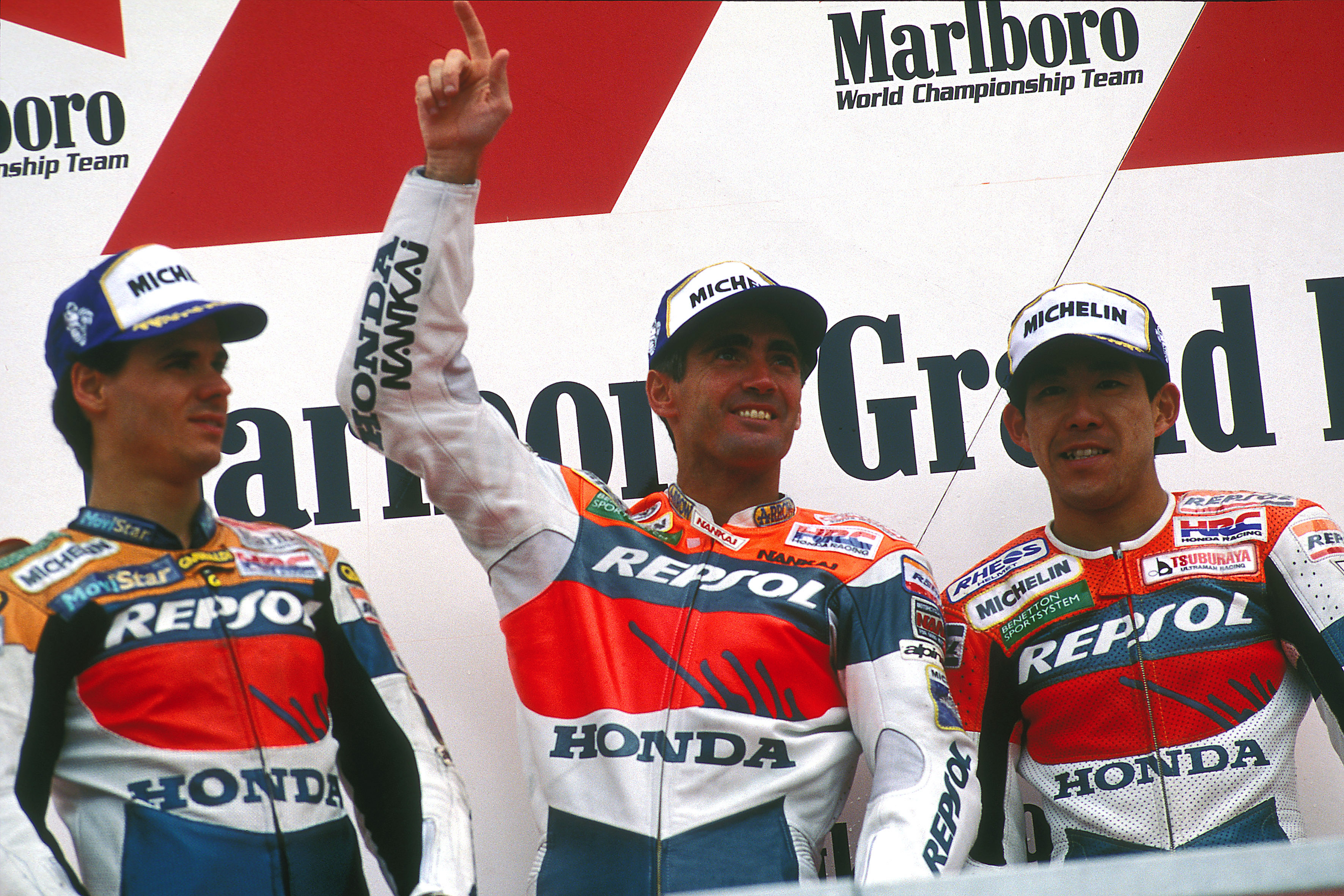
Il podio della classe 500, tutto composto da piloti del team Repsol Honda

### Arrivati al traguardo
| Pos. | Nº | Pilota                   | Squadra                 | Motocicletta | Giri | Tempo     | Griglia | Punti |
| ---- | -- | ------------------------ | ----------------------- | ------------ | ---- | --------- | ------- | ----- |
| 1    | 1  | Mick Doohan              | Repsol Honda            | Honda        | 21   | 45:11.995 | 2       | 25    |
| 2    | 2  | Àlex Crivillé            | Repsol Honda            | Honda        | 21   | +0.431    | 3       | 20    |
| 3    | 7  | Tadayuki Okada           | Repsol Honda            | Honda        | 21   | +6.047    | 1       | 16    |
| 4    | 24 | Takuma Aoki              | Repsol Honda            | Honda        | 21   | +23.619   | 5       | 13    |
| 5    | 18 | Nobuatsu Aoki            | Rheos ELF F.C.C. T.S.   | Honda        | 21   | +23.895   | 4       | 11    |
| 6    | 8  | Carlos Checa             | MoviStar Honda Pons     | Honda        | 21   | +24.402   | 6       | 10    |
| 7    | 5  | Norifumi Abe             | Yamaha Team Rainey      | Yamaha       | 21   | +24.715   | 9       | 9     |
| 8    | 9  | Alberto Puig             | MoviStar Honda Pons     | Honda        | 21   | +43.913   | 8       | 8     |
| 9    | 51 | Norihiko Fujiwara        | Marlboro Yamaha         | Yamaha       | 21   | +44.003   | 7       | 7     |
| 10   | 4  | Alex Barros              | Honda Gresini           | Honda        | 21   | +59.879   | 12      | 6     |
| 11   | 3  | Luca Cadalora            | Yamaha Promotor Racing  | Yamaha       | 21   | +59.605   | 14      | 5     |
| 12   | 55 | Régis Laconi             | Tecmas Honda Elf        | Honda        | 21   | +59.876   | 16      | 4     |
| 13   | 27 | Peter Goddard            | Lucky Strike Suzuki     | Suzuki       | 21   | +1:00.634 | 18      | 3     |
| 14   | 12 | Jean-Michel Bayle        | Marlboro Team Roberts   | Modenas KR3  | 21   | +1:17.974 | 13      | 2     |
| 15   | 21 | Jurgen van den Goorbergh | Millar MQP              | Honda        | 21   | +1:35.154 | 21      | 1     |
| 16   | 22 | Kirk McCarthy            | World Champ Motorsports | ROC Yamaha   | 21   | +1:38.308 | 19      |       |
| 17   | 15 | Frédéric Protat          | Soverex FP Racing       | ROC Yamaha   | 20   | +1 giro   | 25      |       |

### Ritirati
| Nº | Pilota           | Squadra                | Motocicletta | Giri | Griglia |
| -- | ---------------- | ---------------------- | ------------ | ---- | ------- |
| 16 | Jürgen Fuchs     | Elf 500 Roc            | ELF 500      | 14   | 22      |
| 20 | Sete Gibernau    | Yamaha Team Rainey     | Yamaha       | 12   | 10      |
| 14 | Juan Borja       | Elf 500 Roc            | ELF 500      | 11   | 17      |
| 11 | Troy Corser      | Yamaha Promotor Racing | Yamaha       | 11   | 11      |
| 6  | Daryl Beattie    | Lucky Strike Suzuki    | Suzuki       | 8    | 20      |
| 10 | Kenny Roberts Jr | Marlboro Team Roberts  | Modenas KR3  | 6    | 15      |
| 17 | Lucio Pedercini  | Team Pedercini         | ROC Yamaha   | 6    | 24      |
| 25 | Laurent Naveau   | Millet Racing          | ROC Yamaha   | 6    | 26      |

### Non partito
| Nº | Pilota              | Moto    | Griglia |
| -- | ------------------- | ------- | ------- |
| 39 | Alessandro Gramigni | Aprilia | 23      |

## Classe 250

### Arrivati al traguardo
| Pos | Nº | Pilota               | Squadra                      | Motocicletta | Giri | Tempo     | Griglia | Punti |
| --- | -- | -------------------- | ---------------------------- | ------------ | ---- | --------- | ------- | ----- |
| 1   | 35 | Daijirō Katō         | Castrol Honda                | Honda        | 19   | 41:42.226 | 3       | 25    |
| 2   | 5  | Tōru Ukawa           | Benetton Honda               | Honda        | 19   | +0.208    | 7       | 20    |
| 3   | 31 | Tetsuya Harada       | Aprilia Racing               | Aprilia      | 19   | +0.318    | 1       | 16    |
| 4   | 12 | Takeshi Tsujimura    | F.C.C. Technical Sports      | TSR Honda    | 19   | +1.008    | 2       | 13    |
| 5   | 2  | Ralf Waldmann        | Marlboro Honda               | Honda        | 19   | +5.564    | 13      | 11    |
| 6   | 38 | Yukio Kagayama       | Jaja Racing                  | Suzuki       | 19   | +21.038   | 6       | 10    |
| 7   | 1  | Max Biaggi           | Marlboro Team Kanemoto Honda | Honda        | 19   | +27.881   | 15      | 9     |
| 8   | 7  | Haruchika Aoki       | Matteoni Racing              | Honda        | 19   | +27.921   | 18      | 8     |
| 9   | 20 | Noriyasu Numata      | Molenaar Lucky Strike Suzuki | Suzuki       | 19   | +28.318   | 12      | 7     |
| 10  | 36 | Naoki Matsudo        | Compile Racing Yamaha        | Yamaha       | 19   | +30.174   | 9       | 6     |
| 11  | 65 | Loris Capirossi      | Aprilia Racing               | Aprilia      | 19   | +37.714   | 4       | 5     |
| 12  | 27 | Sebastián Porto      | PR2 YPF - Esco               | Aprilia      | 19   | +41.832   | 16      | 4     |
| 13  | 39 | Naoto Ogura          | Ikko Racing                  | Yamaha       | 19   | +49.898   | 17      | 3     |
| 14  | 14 | Jamie Robinson       | Molenaar Lucky Strike Suzuki | Suzuki       | 19   | +50.584   | 19      | 2     |
| 15  | 37 | Chōjun Kameya        | Jaja Racing                  | Suzuki       | 19   | +50.714   | 10      | 1     |
| 16  | 11 | Jeremy McWilliams    | Qub Team Optimum             | Honda        | 19   | +1:07.061 | 20      |       |
| 17  | 6  | Luis d'Antín         | Antena 3 S.S.P. Competicion  | Yamaha       | 19   | +1:12.344 | 21      |       |
| 18  | 25 | Oliver Petrucciani   | Mohag Aprilia Racing         | Aprilia      | 19   | +1:12.989 | 23      |       |
| 19  | 10 | Luca Boscoscuro      | Dee Cee Racing               | Honda        | 19   | +1:13.669 | 24      |       |
| 20  | 17 | José Luis Cardoso    | Antena 3 S.S.P. Competicion  | Yamaha       | 19   | +1:14.013 | 22      |       |
| 21  | 21 | Franco Battaini      | Edo Racing                   | Yamaha       | 19   | +1:32.370 | 25      |       |
| 22  | 8  | Cristiano Migliorati | Team Axo Inoxmacel           | Honda        | 18   | +1 giro   | 27      |       |

### Ritirati
| Nº | Pilota           | Squadra                 | Motocicletta | Giri | Griglia |
| -- | ---------------- | ----------------------- | ------------ | ---- | ------- |
| 18 | Osamu Miyazaki   | Edo Racing              | Yamaha       | 14   | 11      |
| 16 | William Costes   | Chesterfield Elf Tech 3 | Honda        | 12   | 26      |
| 33 | Kensuke Haga     | Marlboro Yamaha         | Yamaha       | 10   | 14      |
| 22 | Kurtis Roberts   | PJ1 Oils                | Aprilia      | 6    | 30      |
| 15 | Stefano Perugini | Nastro Azzurro Aprilia  | Aprilia      | 4    | 8       |
| 28 | Eustaquio Gavira | Scuderia Mobil 1 AGV    | Aprilia      | 3    | 29      |

### Non partiti
| Nº | Pilota          | Squadra              | Motocicletta | Griglia |
| -- | --------------- | -------------------- | ------------ | ------- |
| 29 | Idalio Gavira   | Scuderia Mobil 1 AGV | Aprilia      | 28      |
| 19 | Olivier Jacque  |                      | Honda        | 5       |
| 26 | Emilio Alzamora |                      | Honda        | 31      |

## Classe 125

### Arrivati al traguardo
| Pos | Nº | Pilota             | Squadra                | Motocicletta | Giri | Tempo     | Griglia | Punti |
| --- | -- | ------------------ | ---------------------- | ------------ | ---- | --------- | ------- | ----- |
| 1   | 7  | Noboru Ueda        | Team Pileri            | Honda        | 18   | 41:48.072 | 1       | 25    |
| 2   | 8  | Kazuto Sakata      | UGT 3000               | Aprilia      | 18   | +0.365    | 5       | 20    |
| 3   | 31 | Hideyuki Nakajō    | Jha Racing             | Honda        | 18   | +0.506    | 15      | 16    |
| 4   | 20 | Masao Azuma        | L.B. Racing            | Honda        | 18   | +2.154    | 13      | 13    |
| 5   | 5  | Jorge Martínez     | Airtel-Aspar           | Aprilia      | 18   | +2.156    | 2       | 11    |
| 6   | 62 | Yoshiaki Katō      | Semprucci Biesse       | Yamaha       | 18   | +2.254    | 9       | 10    |
| 7   | 72 | Garry McCoy        | Scuderia Alfa Bieffe   | Aprilia      | 18   | +5.880    | 11      | 9     |
| 8   | 34 | Kazuhiro Takao     | Harc-Pro               | Honda        | 18   | +9.231    | 10      | 8     |
| 9   | 21 | Gianluigi Scalvini | Team Axo Inoxmacel     | Honda        | 18   | +22.218   | 18      | 7     |
| 10  | 19 | Frédéric Petit     | Team RMS               | Honda        | 18   | +22.284   | 22      | 6     |
| 11  | 15 | Roberto Locatelli  | Team Axo Inoxmacel     | Honda        | 18   | +23.974   | 12      | 5     |
| 12  | 3  | Tomomi Manako      | UGT 3000               | Honda        | 18   | +24.535   | 6       | 4     |
| 13  | 2  | Masaki Tokudome    | Docshop Racing         | Aprilia      | 18   | +35.450   | 3       | 3     |
| 14  | 26 | Ivan Goi           | Scuderia Alfa Bieffe   | Aprilia      | 18   | +35.703   | 29      | 2     |
| 15  | 24 | Gino Borsoi        | Semprucci Biesse       | Yamaha       | 18   | +35.747   | 23      | 1     |
| 16  | 36 | Katsuji Uezu       | J. Racing              | Yamaha       | 18   | +36.244   | 17      |       |
| 17  | 37 | Jun Inageda        | Tube R Able Com        | Honda        | 18   | +36.295   | 24      |       |
| 18  | 32 | Mirko Giansanti    | Matteoni Racing        | Honda        | 18   | +37.144   | 27      |       |
| 19  | 25 | Josep Sarda        | Finsco Racing          | Honda        | 18   | +47.462   | 25      |       |
| 20  | 38 | Yūzō Fujioka       | M.-Project             | Honda        | 18   | +47.548   | 8       |       |
| 21  | 22 | Steve Jenkner      | Aprilia - ADAC Sachsen | Aprilia      | 18   | +1:04.521 | 30      |       |
| 22  | 29 | Ángel Nieto Jr     | Airtel-Aspar           | Aprilia      | 18   | +1:20.060 | 31      |       |
| 23  | 33 | Manfred Geissler   | UGT 3000               | Honda        | 18   | +1:20.170 | 28      |       |
| 24  | 17 | Enrique Maturana   | Yamaha Kurz            | Yamaha       | 18   | +1:20.341 | 26      |       |

### Ritirati
| Nº | Pilota            | Squadra                | Motocicletta | Giri | Griglia |
| -- | ----------------- | ---------------------- | ------------ | ---- | ------- |
| 46 | Valentino Rossi   | Nastro Azzurro Aprilia | Aprilia      | 16   | 7       |
| 39 | Jaroslav Huleš    | L.B. Racing            | Honda        | 7    | 16      |
| 10 | Lucio Cecchinello | Spidi Honda LCR        | Honda        | 6    | 14      |
| 88 | Peter Öttl        | UGT 3000               | Aprilia      | 4    | 21      |
| 12 | Dirk Raudies      | Finsco Racing          | Honda        | 0    | 20      |
| 35 | Toshiaki Ozawa    | Endurance Racing       | Honda        | 0    | 19      |
| 41 | Yōichi Ui         | Yamaha Kurz            | Yamaha       | 0    | 4       |